# Gollarahalli, Arsikere
Gollarahalli là một làng thuộc tehsil Arsikere, huyện Hassan, bang Karnataka, Ấn Độ.